# Anis Zitouni
Pour les articles homonymes, voir Zitouni.
Anis Zitouni, né le 8 septembre 1982, est un footballeur tunisien. Il joue au poste de gardien de but.

## Carrière
- 2003-2004 : Club africain (Tunisie)
- 2004-2005 : El Gawafel sportives de Gafsa (Tunisie)
- 2005-2006 : Jendouba Sports (Tunisie)
- 2006-2007 : El Gawafel sportives de Gafsa (Tunisie)
- 2007-2008 : Club africain (Tunisie)
- 2008-2012 : Club sportif de Hammam Lif (Tunisie)

## Palmarès
- Jeux méditerranéens :
  -  Médaille d'or aux Jeux méditerranéens : 2001
- Championnat de Tunisie : 
  - Vainqueur : 2008